# Régiment de zouaves de la Garde impériale

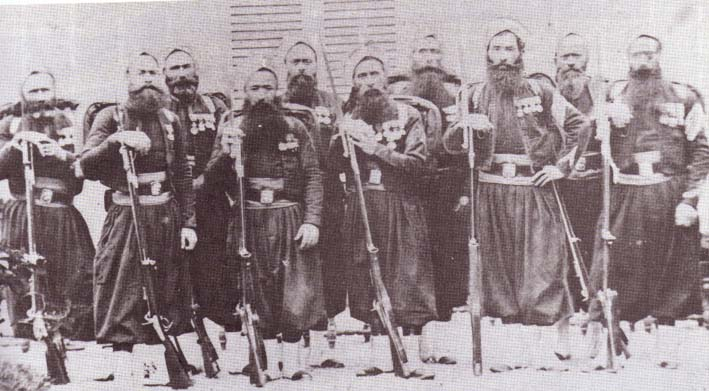
Zouaves de la Garde Impériale pendant la campagne d'Italie (1859)

Le régiment de zouaves de la Garde Impériale est un régiment militaire français qui a notamment combattu durant la guerre franco-allemande de 1870.

## Création et différentes dénominations
- Créé par décrets des 23 décembre 1854 et 19 janvier 1855 à deux bataillons de sept compagnies.
- 1870 dissolution. Ayant été chronologiquement le 4e régiment de zouaves créé, le 4e régiment de zouaves s'en considérait comme l'héritier.

## Chefs de corps
- Crimée : Colonel Jannin
- Italie : Colonel Guignard
- France : Colonel Giraud

## Historique des garnisons, campagnes et batailles du Régiment de zouaves de la Garde Impériale

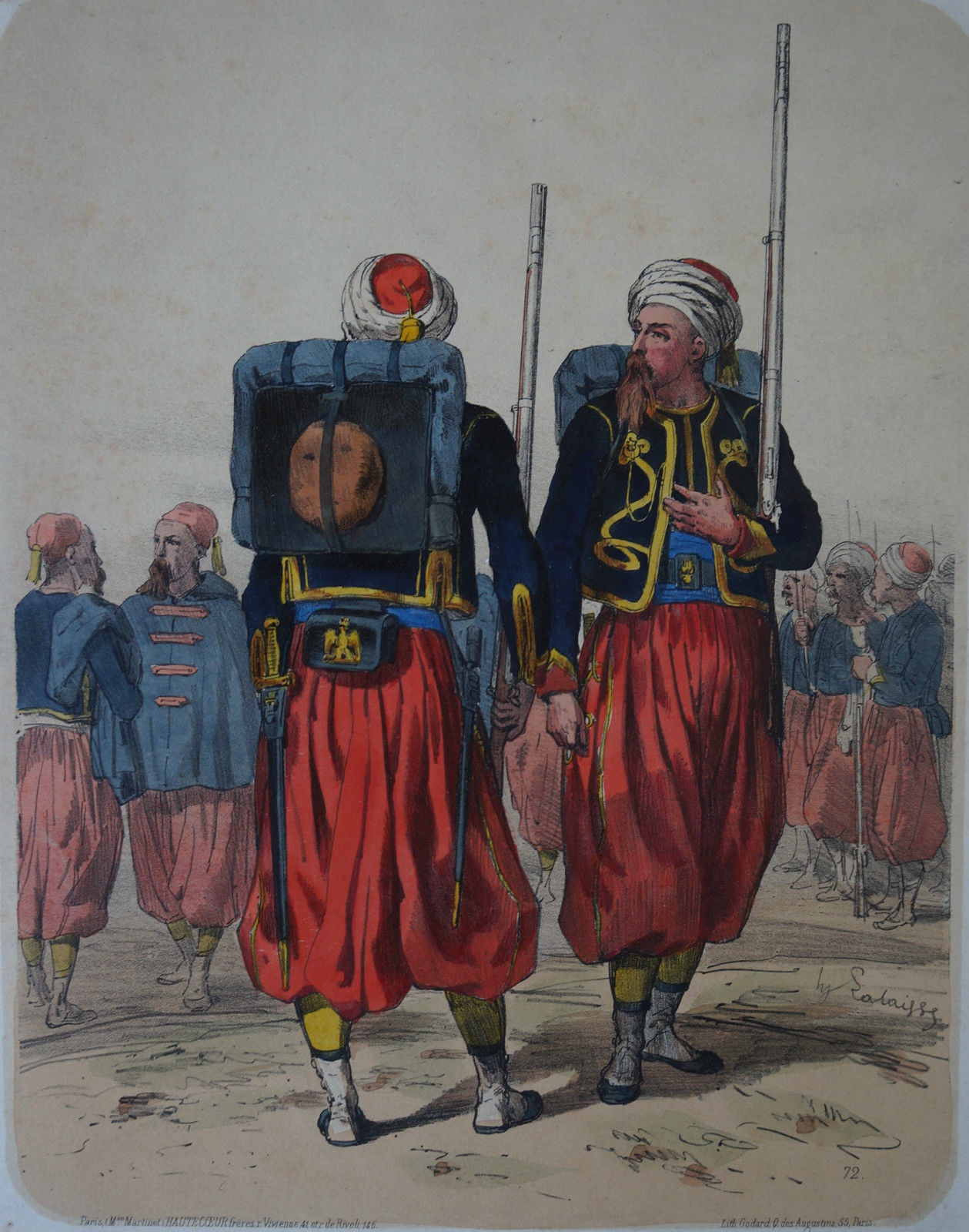
Resto et verso.

- Guerre de Crimée : siège de Sébastopol, Malakoff
- Campagne d'Italie (1859) : Bataille de Magenta et Bataille de Solférino
- Guerre de 1870 :
  - 1er août 1870 : le régiment de zouaves de la Garde Impériale fait partie de l’Armée du Rhin. Avec le 1er régiment de grenadiers de la Garde impériale du colonel Théologue , le régiment de zouaves forme la 1re brigade aux ordres du général Jeanningros. Cette 1re brigade avec la 2e brigade du général Le Poitevin de la Croix-Vauban, deux batteries de 4 et une de mitrailleuses, une compagnie du génie constituent la 2e division d’infanterie commandée par le général de division Picard. Cette division d'infanterie évolue au sein de la Garde Impériale ayant pour commandant en chef le général de division Bourbaki.

- -     - 16 août : Bataille de Rezonville
    - 31 août : Bataille de Noisseville
    - 7 octobre : Bataille de Bellevue
    - Enfermé dans Metz il se rend le 28 octobre 1870. D'après un article de la capitulation tous les drapeaux devaient être livrés à l'ennemi. Le drapeau du Régiment de zouaves de la Garde Impériale fut partagé entre les officiers, les sous-officiers et zouaves lors d'une réunion chez le colonel Giraud. Certains morceaux furent récupérés par le commandant Émile Driant.

Le 27 mars 1871, des éléments du régiment rentrant de captivité sont amalgamés avec d'autres éléments de diverses unités pour former le 1er régiment d'infanterie provisoire.

## Inscriptions portées sur le drapeau du régiment
- SEBASTOPOL 1854
- MAGENTA 1859
- SOLFERINO 1859